# 정승필 실종사건
"정승필 실종사건"은 강석범 감독의 2009년 대한민국의 영화이다. 영화는 500억대 자산관리사 정승필이 갑작스럽게 사라지면서 일어나는 에피소드들로 구성된다.

## 캐스팅
- 이범수 : 정승필 역
- 김민선 : 유미선 역
- 손창민 : 김형사 역
- 김뢰하 : 박형사 역
- 임대호 : 장반장 역
- 김광규 : 백부장 역
- 표영호 : 생기 역
- 임세호 : 삼봉 역
- 이한위 : 주정남 역
- 조세호 : 달식 역
- 지대한 : 일근 역
- 이용혁 : 영철 역
- 장자연 : 민아(요가선생) 역
- 노승범 : 최형사 역
- 이호성 : 정승필 아버지 역
- 유종근 : 고용주 역
- 채윤서 : CCTV 여경 역
- 김종석: 이벤트 직원 1 역
- 지창욱 : 썬건맨 역
- 최재원 : 오정구 역 (특별출연)
- 김병옥 : 지점장 역 (특별출연)
- 이원종 : 마동포 역 (특별출연)
- 박성웅 : 웨이터 역 (특별출연)

## 참고자료
- 정승필 실종사건 - 한국영화 데이터베이스